# كاثي سونغ
كاثي سونغ (بالإنجليزية: Cathy Song)‏ هي كاتِبة وشاعرة أمريكية، ولدت في 20 أغسطس 1955 في Wahiawa, Hawaii ‏ في الولايات المتحدة.